# غويم (شيراز)
غويم (الفارسية: گويم) هي قرية في منطقة دِرَك الريفية، في المنطقة المركزية من مقاطعة شيراز، بمحافظة فارس، في إيران. في تعداد عام 2006، بلغ عدد سكانها 7297 نسمة، موزعين على 1829 أسرة.

## طالع أيضًا
- أردشير خوارة